# BASIC A+
BASIC A+ ist ein von der Firma Optimized Software Systems (OSS) entwickelter BASIC-Interpreter für Atari-8-Bit-Heimcomputer. OSS hatte von Shepardson Microsystems, Inc., den Entwicklern des Atari-BASIC, die Rechte des BASIC-Interpreters erworben und diesen weiterentwickelt. BASIC A+ ist abwärtskompatibel zu Atari-BASIC, aber schneller und verfügt über zahlreiche zusätzliche Funktionen zur String-Behandlung (MID$, LEFT$, RIGHT$) und zur Ausnutzung der Hardware der Atari-Heimcomputer, wie zum Beispiel einfache Programmierung von Player-Missile-Grafik.
Während Atari-BASIC auf einer 8 KB-ROM-Cartridge untergebracht, beziehungsweise bei den Atari XL/XE-Modellen fest eingebaut war, wurde BASIC A+ auf Diskette ausgeliefert. Es belegte 16 kB Speicher, so dass dem Programmierer nur etwa 23 kB für seine BASIC-Programme zur Verfügung standen. Verkauft wurde BASIC A+ 1983 für etwa 80 US-Dollar, mitgeliefert wurden zudem die OSS-Programme OS/A+ und EASMD (Editor/Assembler/Debugger).
Da man zur Ausführung von in BASIC A+ geschriebenen Programmen den Interpreter benötigte, konnten Programme, die die erweiterten Fähigkeiten von BASIC A+ nutzen, nicht mit Anwendern ausgetauscht werden, die diesen nicht besaßen. Einen Compiler gab es für BASIC A+ nicht.
1984 erschien der Nachfolger BASIC XL.

## Weblink
- BASIC A+ product review – von Richard E. DeVore, in ANTIC Vol.2, No.2, Mai 1983 (in Englisch)